# Premio Helen B. Warner en Astronomía
El Premio Helen B. Warner en Astronomía es entregado anualmente por la American Astronomical Society por logros excepcionales en astronomía teórica, durante la carrera temprana.
Ganadores del premio:
- 1954 Aden Meinel
- 1955 George Herbig
- 1956 Harold Johnson
- 1957 Allan Sandage
- 1958 Merle F. Walker
- 1959 E. Margaret Burbidge, Geoffrey Burbidge
- 1960 Halton Arp
- 1961 Joseph W. Chamberlain
- 1962 Robert Kraft
- 1963 Bernard F. Burke
- 1964 Maarten Schmidt
- 1965 George W. Preston
- 1966 Riccardo Giacconi
- 1967 Pierre Demarque
- 1968 Frank J. Low
- 1969 Wallace L. W. Sargent
- 1970 John Bahcall
- 1971 Kenneth Kellermann
- 1972 Jeremiah P. Ostriker
- 1973 George P. Carruthers
- 1974 Dimitri Mihalas
- 1975 Patrick Palmer, Ben Zuckerman
- 1976 Stephen E. Strom
- 1977 Frank Shu
- 1978 David Schramm
- 1979 Arthur Davidsen
- 1980 Paul C. Joss
- 1981 William H. Press
- 1982 Roger D. Blandford
- 1983 Scott D. Tremaine
- 1984 Michael S. Turner
- 1985 Lennox L. Cowie
- 1986 Simon D. M. White
- 1987 Jack Wisdom
- 1988 Mitchell C. Begelman
- 1989 Nicholas Kaiser
- 1990 Ethan T. Vishniac
- 1991 Shrinivas Kulkarni
- 1992 Edmund Bertschinger
- 1993 John F. Hawley
- 1994 David N. Spergel
- 1995 E. Sterl Phinney
- 1996 Fred C. Adams
- 1997 Charles C. Steidel
- 1998 Marc Kamionkowski
- 1999 Lars Bildsten
- 2000 Wayne Hu
- 2001 Uros Seljak
- 2002 Adam Riess
- 2003 Matías Zaldarriaga
- 2004 William Holzapfel
- 2005 Christopher Reynolds
- 2006 Re’em Sari
- 2007 Sara Seager
- 2008 Eliot Quataert
- 2009 Scott Gaudi
- 2010 Scott Ransom
- 2011 Steven R. Furlanetto
- 2012 Eric B. Ford
- 2013 Mark Krumholz
- 2014 Christopher M. Hirata
- 2015 Ruth Murray-Clay